# Dicymbium yaginumai
Dicymbium yaginumai är en spindelart som beskrevs av Kirill Yeskov och Yuri M. Marusik 1994. Dicymbium yaginumai ingår i släktet Dicymbium och familjen täckvävarspindlar. Inga underarter finns listade i Catalogue of Life.